# Brassia thyrsodes
Brassia thyrsodes är en orkidéart som beskrevs av Heinrich Gustav Reichenbach. Brassia thyrsodes ingår i släktet Brassia och familjen orkidéer.
Artens utbredningsområde är Bolivia. Inga underarter finns listade i Catalogue of Life.